# La hán quả
Quả la hán (danh pháp hai phần: Siraitia grosvenorii) là loài thảo mộc dây leo bản địa mọc tại miền nam Trung Quốc và miền bắc Thái Lan.
Cây được trồng để lấy quả, sử dụng làm đồ uống giải khát, là một vị thuốc trong đông y. Chất chiết từ quả la hán ngọt gấp 300 lần so với đường mía và được dùng làm chất tạo ngọt tự nhiên ít năng lượng tại Trung Quốc trong điều trị bệnh đái đường và béo phì.

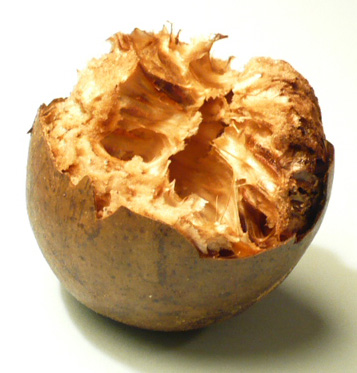
Quả la hán khô